# Roter Fruchtvampir
Der Rote Fruchtvampir (Stenoderma rufum) ist die einzige Art der Gattung
Stenoderma aus der Unterfamilie der Fruchtvampire der Fledermäuse. Die frugivoren Tiere sind in zwei Unterarten endemisch auf einigen wenigen Inseln der Antillen.

## Beschreibung

### Aussehen und Maße
Das Fell des Roten Fruchtvampirs kommt in verschiedenen Brauntönen vor, wobei es am Rücken stets heller als am Bauch ist. Im Nacken und am dorsalen, vorderen Flügelansatz sind die Tiere mit charakteristischen weißen Flecken gezeichnet. Die Haarlänge variiert zwischen 6 und 8 mm. Das Fell der Jungtiere ist heller, grauer und stubbeliger. Die Fellfarbe ist das wichtigste Unterscheidungsmerkmal zwischen den beiden Unterarten dar.
Adulte Tiere der puerto-ricanische Unterart St. r. darioi haben lohfarbene bis dunkel-schokoladenbraune Felle, während das dorsale Fell der Unterart von den Jungferninseln St. r. rufum hellere Brauntöne bis ins Lohfarbene aufweisen.
| 2 | · | 1 | · | 2 | · | 3 | = 32 |

Sie sind ca. 65–70 mm lang und um 25–30 g schwer. Bei der puerto-ricanische Unterart sind die weiblichen Tiere größer als die männlichen Tiere. Dieser Sexualdimorphismus ist signifikant, jedoch schwach ausgeprägt (je nach Messparameter 0 % bis 4 % bei adulten Tieren); er ist schwächer schon bei Jungtieren zu beobachten.
Bei der Population auf der Jungferninsel Saint John existiert dieser Dimorphismus schwächer ausgeprägt, die weiblichen Tiere haben dieselbe Größe wie die Männchen von Puerto Rico, die männlichen Tiere sind nur unwesentlich kleiner.

### Verhalten
Der Rote Fruchtvampir ist eine rein frugivore Art, entgegen dem englischen Trivialnamen Red Fig-eating Bat (Rote feigenessende Fledermaus) wurde nie beobachtet, dass die Tiere Feigenfrüchte fräßen. In den Mageninhalten von auf Puerto Rico gefangener Exemplaren wurden die Hauptbestandteil Früchte des Balatabaums, des Ameisenbaums Cecropia schreberiana sowie der Prestoea-Palme Prestoea montana festgestellt. Das Nahrungsangebot ist unabhängig von Regen- und Trockenzeiten sehr konstant und so reichhaltig, dass selbst bei beweideten Bäumen ein großer Anteil der Früchte ungefressen zu Boden fällt.
Die Tiere leben solitär und ortsfest in relativ kleinen Aktionsräumen, die bei Jungtieren signifikant größer sind, als bei adulten Exemplaren. Revierverhalten zeigt der Rote Fruchtvampir nicht, auch nicht in Bezug auf Nahrungsquellen. Die Tiere suchen ihre Ruheplätze opportunistisch nahe dem aktuellen Nahrungsangebot aus, selten wird ein Ruheplatz mehrfach genutzt. Die Art zeigt weniger Nachtaktivität als üblichen bei Fruchtvampiren, allgemein ist ihr Bewegungsmuster stark von möglichst starker Engerieökonomie geprägt, da es weder nennenswerte Fressfeinde noch bedeutende Nahrungskonkurrenz gibt.

### Fortpflanzung
Die Weibchen sind das ganze Jahr über fruchtbar und polyöstrisch, sie können gleichzeitig säugen und mit einem trächtig sein. Die Geburt erfolgt mit dem Kopf voran und dauert etwa 15 Minuten. Neugeborene wiegen 4–7 g. Bei der Geburt verlieren Weibchen bis zu 30 % ihres Gewichts.
Die Männchen halten keine Harems und beteiligen sie sich auch nicht an der Brutpflege. Sie verteidigen keine Reviere.
Die Geschlechtschromosomen der Art sind nach einem XX/XY1Y2-Schema organisiert.

## Verbreitung

Verbreitungsgebiet des Roten Fruchtvampirs: Unterart St. r. darioi in Grün, Unterart St. r. rufum im Hellblau.

Der Rote Fruchtvampir kommt in zwei Unterarten am Übergang von den Großen zu den Kleinen Antillen in einem Verbreitungsgebiet von bedeutend weniger als
20.000 km² vor.
Die westliche Unterart Stenoderma rufum darioi ist hauptsächlich von Puerto Rico bekannt, ein Fang eines Jungtieres auf der westlichsten der spanischen Jungferninseln Vieques deutet auf eine dortige Population hin. Insgesamt gelten die Tiere auf Puerto Rico als selten, lediglich im Wald auf und um die Luquillo Mountains gelten sie als häufig bis sehr häufig. Die östliche Unterart Stenoderma rufum rufum kommt auf den Amerikanischen Jungferninseln vor, dort ist sie von allen drei Hauptinseln Saint Croix, Saint John und Saint Thomas bekannt, jedoch sehr selten.
Die Tiere treten auf den Inseln ihres Vorkommens in verschiedenen Habitaten vor; auf Puerto Rico werden sie typischerweise in dichtem tropischem Regenwald angetroffen, der einzige Fang von Saint Croix stammt aus einem sekundären Regenwald; der Lebensraum auf Saint John und Saint Thomas ist dagegen trocken und von baumartiger Vegetation. Im puerto-ricanischen Regenwald ist der Rote Fruchtvampir wichtigster Träger der Endochorie für bestimmte fruchttragende Bäume.

## Fressfeinde und Parasiten
Es gibt keine wichtigen Fressfeinde der Art. Sie wird jedoch von den üblichen Typen von Fledermaus-Ektoparasiten befallen, namentlich bekannt sind eine Raubmilbe, Periglischus iheringi, sowie mehrere Astigmata-Milben der Gattung Paralabidocarpus. 35 % der untersuchten Exemplare in Puerto Rico waren mit Milben infiziert und trugen durchschnittlich vier Milben. Jungtiere wiesen einen signifikant höheren Milbenbefall als adulte Exemplare auf, was auf eine größere Erfahrung bei der Entfernung der Parasiten zurückgeführt wird. Insgesamt sind die Tiere jedoch weniger stark vom Milbenbefall betroffen, als die anderen Fledermäuse ihres Habitats. Dies wird auf das Einzelgängertum des Roten Fruchtvampirs zurückgeführt.

## Gefährdung
Der Rote Fruchtvampir wird von der IUCN wegen seines kleinen und durch menschlichen Einfluss schrumpfenden Habitats als gefährdet eingestuft.

## Forschungsgeschichte
Die Art wurde im 2. Jahrzehnt des 19. Jahrhunderts anhand eines Exemplars von unbekannter Herkunft beschrieben, eine erste Erwähnung unter dem Namen Stenoderma rufum 1816 durch Lorenz Oken, die erste wissenschaftliche Beschreibung der Gattung folgte 1818 durch Geoffroy, die der Art zwei Jahre später durch Desmarest. Da sich Geoffroys Werk mit der Erstbeschreibung mit der Zoologie Ägyptens beschäftigte, zudem der Fundort des Holotyps unbekannt war und bis heute ist – nach der roten Fellfärbung wird er aber heute der Unterart St. r. rufum, genauer der Population auf Saint John zugeschrieben – war die Verortung der Art lange Zeit nicht möglich. Im frühen 20. Jahrhundert wurde die Art aufgrund ihrer Ähnlichkeit mit dortigen Arten in die Karibik verortet, was durch einige Knochenfunde auf Puerto Rico 1918 und 1925 bestätigt werden konnte. Erst in den 1960er Jahren gelang die Beobachtung lebender Exemplare; zuerst auf Saint John, aber sehr bald auch in Puerto Rico.

## Systematik
Es gibt zwei rezente Unterarten – St. r. rufum (Jungferninseln) und St. r. darioi (Puerto Rico) –  sowie eine fossil überlieferte puerto-ricanische Unterart – St. r. athonyi bekannt.
Der Rote Fruchtvampir bildet zusammen mit den Gattungen Ardops, Phyllops
und Ariteus den karibischen Subtribus Stenodermatina des Tribus Stenodermatini der Fruchtvampire.

## Namen
Der Gattungsname Stenoderma leitet sich von den beiden griechischen Wörtern στενός
/stenos = eng, schmal und δέρμα/derma = Haut ab und bezieht sich auf die nur sehr schmal ausgeprägte interfermorale Flughaut (Uropatagium). Das Art-Epitheton rufum leitet sich vom lateinischen Adjektiv rufus = rot ab und bezieht sich auf die rotbraune Farbe des Holotyps. Der Name der Unterart von den Jungferninseln rufum bezieht sich auf die in dieser Unterart häufigen roten Fellfarbe, die beiden puerto-ricanischen Unterarten sind zu Ehren zweier Zoologen benannt. Die rezente Unterart darioi nach Dario Valdivieso, die nur fossil überlieferte Unterart anthonyi nach Harold Elmer Anthony.